# 电子排布

電子的原子轨道和分子轨道

鋰的玻爾圖

電子組態（英語：electron configuration），或稱電子排序、電子構型，指電子在原子、分子或其他物理結構中的原子轨道或分子轨道上的排序及排列形態。
与其他基本粒子相同，電子遵從量子物理學而非經典物理學，因此具有波粒二象性。而且，根據量子物理學中的哥本哈根詮釋，任一特定電子在被偵測到前，它的確實位置是不确定的（軌域及軌跡放到一旁不計）。在空間中，該測量將會檢測的電子在某一特定點的概率，和在這一點上的波函數的絕對值的平方成正比。
電子能夠由發射或吸收一個量子的能量從一個能級跃迁到另一個能級，其能量传输的形式为吸收或释放光子。由於泡利不相容原理，沒有兩個以上的電子可以存在於某個原子軌域（軌域不等於電子層）；因而一個電子只可跨越到另有空缺位置的軌域。
原子的電子構型可以反映出元素週期表中的元素的結構。這一概念有时用於也描述約束原子的多個化學鍵。在块体材料的研究中這一理念可以說明激光器和半導體的奇特性能。

## 原子轨道的种类
根据薛丁格方程，原子轨道的种类取决于主量子数（n）、角量子数（l）和磁量子数（ml）。其中，主量子数就相当于电子层，角量子数相当于亚层，而磁量子数决定了原子轨道的伸展方向。另外，每个原子轨道里都可以填充两个电子，所以对于电子，需要再加一个自旋磁量子数（ms），一共四个量子数。
n 可以取任意正整数。在 n 取一定值後，l 可以取小于 n 的自然数，ml 可以取 -l 到 +l。不论什么轨道，ms 都只能取±1/2，两个电子自旋相反。因此，s轨域（l=0）上只能填充2个电子，p轨域（l=1）上能填充6个，一个轨道填充的电子数为4l+2。
具有角量子数0、1、2、3的軌域分别叫做s軌域、p軌域、d軌域、f軌域。之后的軌域名称，按字母顺序排列(跳過j)，如角量子數l=4时叫g軌域。

## 排布規則
電子的排布遵循以下規則：
- 構築原理：原子会选择能量最低的构建方式。一般而言，新填入的電子都填在能量最低的空軌道上。
- 洪特规则：電子盡可能的佔據不同軌道，且自旋方向相同。整个原子的能量才處於最低。
- 泡利不相容原理：在同一體系中，不存在四個量子數完全相同的电子。
- 能級交錯：电子层数较大的某些轨道的能量反低于电子层数较小的某些轨道能量的现象。

| 1s |    |    |    |    |
| 2s |    |    |    | 2p |
| 3s |    |    |    | 3p |
| 4s |    |    | 3d | 4p |
| 5s |    |    | 4d | 5p |
| 6s |    | 4f | 5d | 6p |
| 7s |    | 5f | 6d | 7p |
| 8s | 5g | 6f | 7d | 8p |

有些原子的排布不完全遵守上面的規則，如：
- Cr：[Ar]3d54s1
- Cu：[Ar]3d104s1

這是因為同一亞層中，全充滿、半充滿、全空的狀態是最穩定的。這種方式的整體能量比3d44s2要低，因為所有亞層均處於穩定狀態。

### 排布示例
以鉻為例：
1. 鉻原子核外有24個電子，可以填滿1s至4s所有的軌道，還剩餘4個填入3d軌道：
  - 1s22s22p63s23p64s23d4
2. 由於半充滿更穩定，排布發生變化：
  - 1s22s22p63s23p64s13d5
3. 除了6個價電子之外，其餘的電子一般不發生化學反應，於是簡寫為：
  - [Ar]4s13d5
4. 這裏，具有氬的電子構型的那18個電子稱為“原子实”。一般把主量子數小的寫在前面：
  - [Ar]3d54s1

## 电子构型对性质的影响
电子的排布情况，即「电子构型」，是元素性质的决定性因素。为了达到全充满、半充满、全空的稳定状态，不同的原子选择不同的方式。具有同样价电子构型的原子，理论上得或失电子的趋势是相同的，这就是同一族元素性质相近的原因；同一族元素中，由于周期越高，价电子的能量就越高，就越容易失去。
元素周期表中的区块是根据价电子构型的显著区别划分的。不同区的元素性质差别同样显著：如s区元素只能形成简单的离子，而d区的过渡金属可以形成配合物。

## 外部連結
- （英文）What does an atom look like? Configuration in 3D （页面存档备份，存于）